# آشا بهوسله
آشا بهوسله (به هندی: आशा भोंसले - Asha Bhosle) با نام اصلی آشا مانگِشکار (زاده ۸ سپتامبر ۱۹۳۳)، هنرپیشه، خواننده موسیقی پاپ و موسیقی بومی هندی است. وی در هفت دهه گذشته یکی از مشهورترین و پرطرفدارترین خوانندگان سینمای هند بوده و در بیش از هزار فیلم به جای بازیگران زن بالیوود خوانده است.

## زندگینامه
آشا در سنگلی شهر مهاراشترا (بمبئی حکومت بریتانیا) هند به دنیا آمد. لاتا مانگشکار و اوشا مانگشکار خوانندگان پشت صحنه دیگر هند خواهران آشا بهوسله هستند.
وی حرفه خوانندگی را در سال ۱۹۴۳ آغاز کرد و بیش از شصت سال در این کار فعالیت دارد. زمانی‌که آشا تنها ۹ سال داشت پدرش را که یکی از خوانندگان مشهور زمان خود بود از دست داد. سال‌ها بعد وی و خواهرش برای حمایت از خانواده کار خوانندگی را آغاز کردند. این دو خواهر بعدها در این زمینه رقیب یکدیگر شدند.
آشا بهوسله صاحب رستوران‌های زنجیره‌ای آشا است که شعبه‌هایی نیز در کشورهای کویت و دبی دارد.
آشا بهوسله برای بیش از ۱۳۳۲ فیلم در زبان‌های مختلف در هند ترانه خوانده است و با داشتن بیش از ۱۱۰۰۰ عنوان ترانه رکورددار خوانندگی بیشترین ترانه‌های ضبط شده تاریخ است و نامش در رکوردهای جهانی گینس ثبت شد. وی خواننده پشت صحنه بیشتر فیلم‌ها مخصوصا فیلم‌های دهه‌های ۵۰ تا ۸۰ میلادی بالیوود بوده‌است.